# Peñascosa
Peñascosa – gmina w Hiszpanii, w prowincji Albacete, w Kastylii-La Mancha, o powierzchni 189,26 km². W 2011 roku gmina liczyła 387 mieszkańców.